# Kaitlin Olson
Pour les articles homonymes, voir Olson.
Kaitlin Olson, née le 18 août 1975 à Troutdale, dans l'Oregon, aux (États-Unis), est une actrice américaine.
Elle se fait connaître grâce au rôle de Dee Reynolds dans la sitcom Philadelphia et par celui de Mackenzie Murphy dans la série télévisée comique Very Bad Nanny.

## Biographie

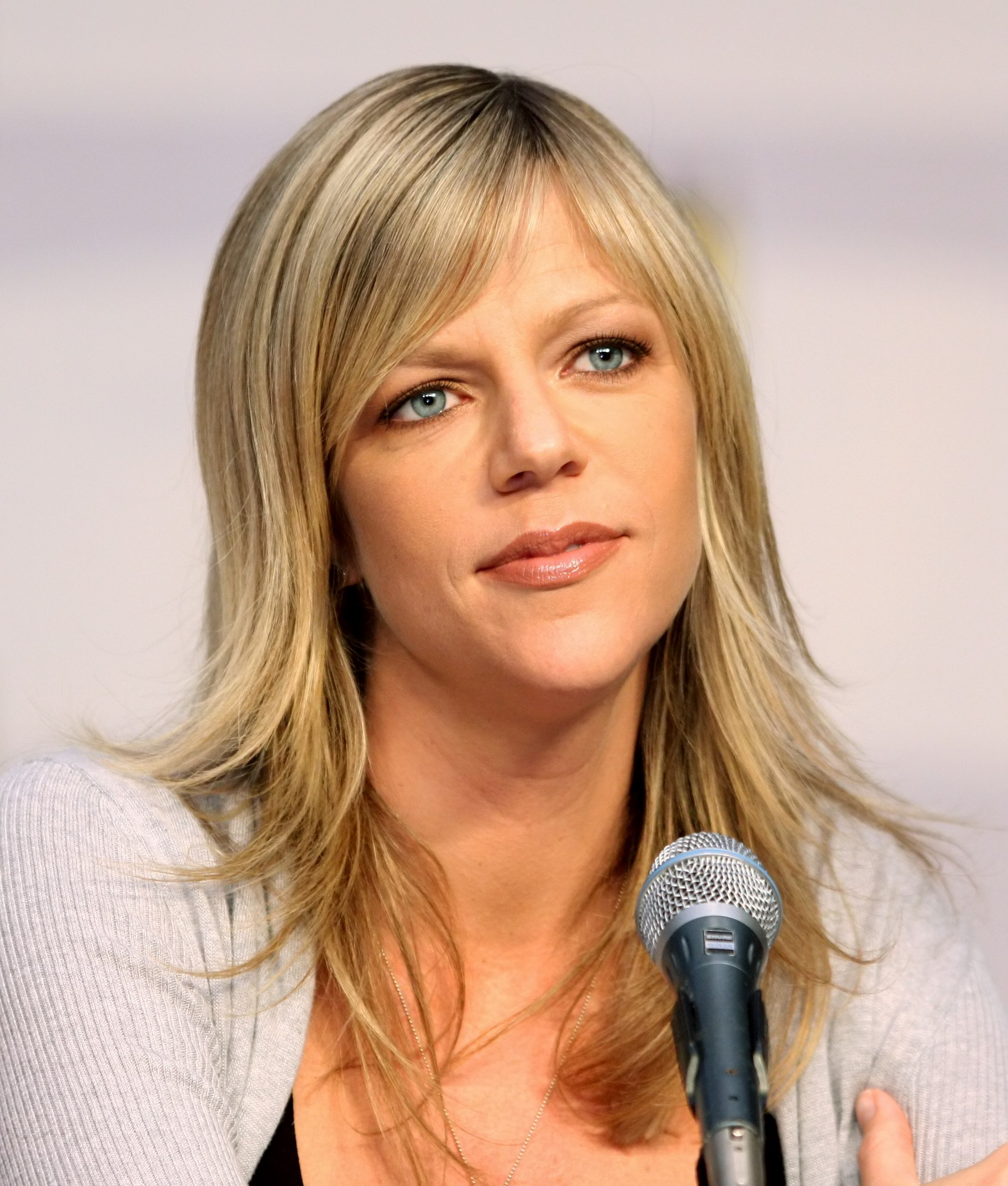
Kaitlin Olson durant le Comic-Con en juillet 2010.

### Jeunesse et formation
Kaitlin Olson étudie le théâtre à l'université de l'Oregon, puis déménage à Los Angeles où elle poursuit une carrière d'actrice professionnelle. Elle a fait partie des Groundlings, célèbre groupe d'improvisation théâtrale d'Hollywood.

### Carrière
Elle a fait plusieurs apparitions dans des films et séries télévisées telles que Larry et son nombril (en tant que Becky, belle-sœur de Larry David) et Le Drew Carey Show (en tant que Traylor).
Elle a fait des tournées avec l'USO en Bosnie, au Kosovo et en Norvège. Olson est apparue dans The Jamie Kennedy Experiment, Out of Practice, Miss Match et Punk'd : Stars piégées. Elle a eu un petit rôle dans le film Coyote Girls.
Depuis 2005, elle joue Deandra Reynolds dans la sitcom Philadelphia, diffusée sur FX. Elle a aussi eu le rôle récurrent de Hartley Underwood dans la série The Riches, également diffusée sur ce même réseau.

### Vie privée
Elle est mariée depuis le 27 septembre 2008 avec Rob McElhenney, qu’elle a rencontré sur le tournage de la série Philadelphia. Ils ont eu deux enfants ensemble.

## Filmographie

### Cinéma

#### Courts métrages
- 2001 : Fugly de Thomas Whelan : Cha Cha
- 2003 : Scapegoats de Jesse Lawler : Jeannie (vidéo)
- 2012 : Trading Up: Behind the Green Dor de Gabriel DeFrancesco : Barbara Manzer

#### Longs métrages
- 2000 : Eyes to Heaven de Shane Hawks : ?
- 2000 : Jacks de Jesse Lawler : Jocelyn
- 2000 : Coyote Girls (Coyote Ugly) de David McNally : Bidding Customer
- 2009 : Weather Girl de Blayne Weaver : Sherry
- 2010 : Donne-moi ta main (Leap Year) de Anand Tucker : Libby
- 2010 : Held Up de Steve Carr et Arthur Mulholland : Rocky II (vidéofilm)
- 2013 : Les Zévadés de l'espace de Cal Brunker : 3D Movie Girl (voix)
- 2013 : Les Flingueuses (The Heat) de Paul Feig : Tatiana
- 2015 : Vive les vacances (Vacation) de John Francis Daley et Jonathan M. Goldstein : Flic de l'Arizona
- 2016 : Le Monde de Dory de Andrew Stanton et Angus MacLane : Destiny (voix)
- 2018 : Arizona de Jonathan Watson : Vicki
- 2023 : Champions de Bobby Farrelly : Alex

### Télévision

#### Séries télévisées
- 2000-2007 et 2020 : Larry et son nombril (Curb Your Enthusiasm) : Becky (7 épisodes)
- 2002 : Meet the Marks : Kaitlin Marks
- 2002-2004 : Le Drew Carey Show : Traylor (14 épisodes)
- 2003 : Miss Match : Jillian (1 épisode)
- 2004 : Significant Others : Lauren (1 épisode)
- 2004 : Une famille du tonnerre (George Lopez) : Janet (1 épisode)
- 2005 : Kelsey Grammer Presents: The Sketch Show : divers
- depuis 2005 : Philadelphia (It's Always Sunny in Philadelphia) : Dee Reynolds
- 2006 : Out of Practice : Debbie (1 épisode)
- 2007 : The Riches : Hartley Underwood (5 épisodes)
- 2011 : Les Griffin : Brenda Quagmire (voix, 2 épisodes)
- 2012 : Brickleberry : Ethel Anderson (voix, 10 épisodes)
- 2012 : Unsupervised : Carol / Danielle (voix, 8 épisodes)
- 2014 : New Girl : Ashley "Trashley" Berkman (2 épisodes)
- 2015 : Bob's Burgers : Helen (voix, 1 épisode)
- 2016 : Les Simpson : Quinn (voix, 1 épisode)
- 2017-2018 : Very Bad Nanny : Mackenzie Murphy (37 épisodes - également productrice exécutive)
- 2020 : Flipped : Cricket Melfi
- 2020 : Space Force : Edison Jaymes
- 2021-: Hacks : DJ Vance
- 2024 : High Potential : Morgan (également productrice)

#### Téléfilm
- 2016 : Cassius and Clay d'Adam Reed : Ordwood Cassius (voix)

### Jeux vidéo
- 2015 : Disney Infinity 3.0 : Destiny (voix)

### Clip
- 2021 :  Imagine Dragons : Follow You (clip)

## Distinctions
Sauf indication contraire ou complémentaire, les informations mentionnées dans cette section proviennent de la base de données IMDb.

### Récompenses
- Kids' Choice Awards 2017 : Blimp Award de la meilleure distribution (#SQUAD) pour Le Monde de Dory

### Nominations
- Behind the Voice Actors Awards 2017 : meilleure performance de doublage par une distribution dans un film pour Le Monde de Dory